# 鳥羽町 (前橋市)
鳥羽町（とりばまち）は、群馬県前橋市の地名。郵便番号は371-0845。面積は0.78km2(2013年現在)。

## 地理
前橋市の西部、前橋台地、利根川右岸の西方に位置している。

### 河川
- 染谷川

## 歴史
江戸時代頃からある地名である。はじめ前橋藩領、元禄11年に高崎藩領、寛延2年から前橋藩領だった。

### 年表
- 1889年4月1日 町村制施行により、周辺5村（新保村、新保田中村、日高村、中尾村、鳥羽村）が合併し西群馬郡新高尾村が成立する。
- 1955年1月20日 新高尾村が高崎市に合併する際に、当町だけ前橋市に編入される。そのため前橋市鳥羽町となる。
- 1980年7月17日 関越自動車道が東松山IC-前橋IC開通する。そのため同町に前橋ICができる。
- 1985年10月2日 前橋IC-湯沢IC開通により関越自動車道が全線開通する。開通から5年間終点であった同町にある前橋ICが終点ではなくなる。

## 世帯数と人口
2017年（平成29年）8月31日現在の世帯数と人口は以下の通りである。
| 町丁   | 世帯数  | 人口    |
| ------ | ------- | ------- |
| 鳥羽町 | 616世帯 | 1,109人 |

## 小・中学校の学区
市立小・中学校に通う場合、学区は以下の通りとなる。
| 番地 | 小学校                 | 中学校               |
| ---- | ---------------------- | -------------------- |
| 全域 | 前橋市立元総社南小学校 | 前橋市立元総社中学校 |

## 交通

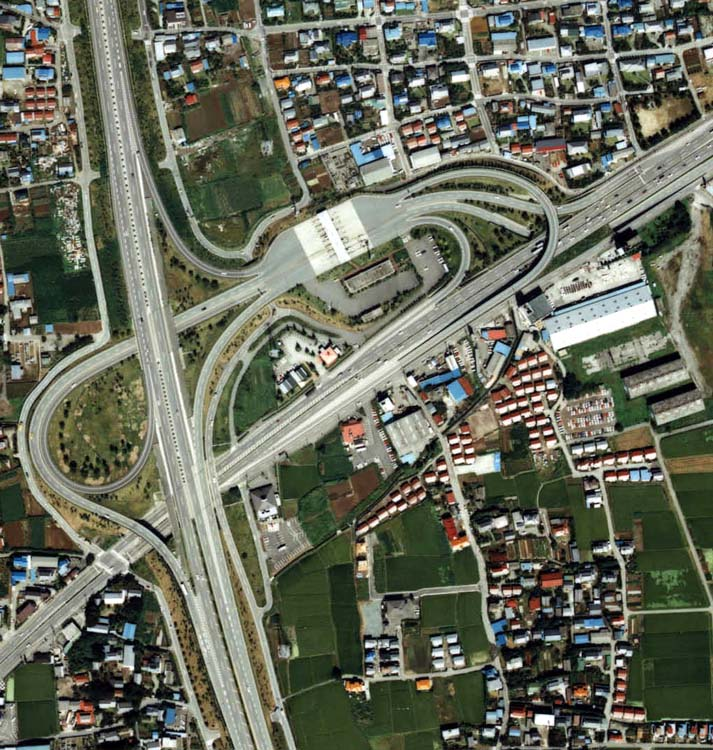
前橋IC付近（1986年度撮影）

### 鉄道
鉄道駅はない。

### 道路
国道は国道17号が通っている。また、関越自動車道前橋ICの一部が同町にある。

## 施設
- 群馬工業高等専門学校